# Кэнси
Кэнси Такахаси (яп. 高橋 剣士 Такахаси Кэнси, чаще всего просто Кэнси, англ. Kenshi; его имя состоит из двух иероглифов: кэн — меч, си — воин; букв. «фехтовальщик») — персонаж вселенной Mortal Kombat, созданной Эдом Буном и Джоном Тобиасом. Искусный фехтовальщик евро-азиатских традиций, обладающий психокинетическими способностями и испытывающий жгучую ненависть к колдуну Шан Цзуну, чьё коварство повлекло за собой потерю зрения Кэнси. Он постоянно присутствует в сюжетной линии серии, начиная с дебюта в Mortal Kombat: Deadly Alliance 2002 года, где освобождает Эрмака из-под власти императора Внешнего Мира Шао Кана, и присоединяется к спецназу, чтобы вместе с Джаксом и Соней Блейд попытаться уничтожить как самого Мавадо, так и его клан «Красный Дракон» (англ. Red Dragon).
В качестве загружаемого персонажа он присутствует в перезагрузке 2011 года, и появляется во втором сезоне 2013 года веб-сериала «Смертельная битва: Наследие». Кэнси зарекомендовал себя как образцового персонажа, представленного в трёхмерных играх серии, благодаря своему дизайну, способностям и преодолению физических недостатков.

## Появления

### В играх
Такахаси Кэнси был прирождённым воином, и бродил по Земле в поисках достойного противника. Однажды он встретил человека по имени Сонг, который убедил Кэнси в том, что такому великому воину нужен великий меч; после чего привёл Кэнси к древнему месту, где находился тот самый волшебный меч. Кэнси вскрыл переполненный запертыми внутри душами колодец, в котором якобы лежал меч. Шан Цзун, истинная личность «Сонга» оставил Кэнси там умирать и поглотил высвободившиеся из гробницы души. Однако же волшебный меч, который действительно существовал, привлёк внимание Кэнси и заговорил с ним, а потом вывел из гробницы и раскрыл своё происхождение. Меч изначально принадлежал династии великих воинов-фехтовальщиков, от которых, собственно, происходил и сам Кэнси, а колодец, где лежал меч, был священным местом упокоения душ предков Кэнси, которые присвоил себе колдун. Кэнси в течение десятилетий искал причастного к осквернению памятного места его предков.
Обладающему сверхъестественными способностями Кэнси, удалось привлечь к себе внимание Джакса и Сони, которые как раз искали наделённых особыми талантами потенциальных кандидатов для того, чтобы вместе отправиться во Внешний Мир. Кэнси решил воспользоваться случаем, чтобы выследить обманщика, бросившего его тогда умирать. Он был принят в «Агентство по исследованию Внешнего Мира» (англ. Outerworld Investigation Agency) после того как прошёл проверку членов правительственной организации.

#### Дизайн и игровой процесс
В ранних эскизах Аллена Дитцига (англ. Allen Ditzig), дизайнера, создавшего концепты для Deadly Alliance, в имени персонажа использовался артикль «the», тогда как сам он характеризовался как «охотник на духов». В ходе разработки, персонаж получил от Midway неофициальное имя Слепой Ги (англ. Blind Gi), которое затем изменилось на Слепой Кэнси, а впоследствии и вовсе сократилось до его собственного имени. Соавтор Mortal Kombat Эд Бун в 2011 году рассказал Playstation.Blog, что «всегда был большим поклонником Кэнси, как и многие ребята в команде MK», благодаря чему персонаж появился в качестве загружаемого контента в MK2011.
Согласно первоначальному замыслу, персонаж должен был заменить Эрмака в серии, также владеющего телекинезом, но с той лишь разницей, что способности Кэнси связаны с мечом, который к тому же составляет его наступательный арсенал. В руководстве GameSpy к Deception описывались аналогичные Эрмаку возможности персонажа, хотя и «не имеющие отношения к комбо», зато меч Кэнси представлял собой реальную угрозу в случае успешного нападения. Он стал единственным персонажем, совершающим в игре харакири, буквально, распарывая себе живот мечом. Согласно GameSpy, в Armageddon Кэнси является атакующим бойцом средней мощности, а выполняемые им спецприёмы наиболее эффективны на определённой дистанции, поскольку сближение с противником делает его «уязвимым для контратаки». В MK2011 наличие сверхъестественных способностей у Кэнси, позволило тому временно воссоздать собственный психический образ, описываемый Майклом Руссо из VentureBeat как аналогичный Нуб Сайботу, тогда как умение персонажа отражать летящие в него снаряды отождествлялось с Ночным Волком.

### В других адаптациях
Спустя одиннадцать лет после своего дебюта в серии, Кэнси появился во втором сезоне 2013 года веб-сериала «Смертельная битва: Наследие», где его роль исполнил Дэниел Саутворт. Предыстория персонажа, как и его параллели с Эрмаком в Deadly Alliance, обыгрывались в третьем и четвертом эпизодах сериала, однако в значительной мере отличались от оригинала после внесённых изменений режиссёра Кевина Танчароена. На острове, принадлежавшим Шан Цзуну, Кэнси впервые встречает наряду с Джонни Кейджем, Страйкером, Кунг-Лао и Саб-Зиро, тогда как Рейдэн, в свою очередь, наставляет их перед турниром. Затем история переносится в феодальную Японию, причём в своём прошлом Кэнси вполне соответствует созданному образу, разве что тогда у него ещё были зрение и длинные волосы. Он убивает трёх бандитов и спасает старого путешественника, который позднее той же ночью рассказывает Кэнси о волшебном клинке, называемом меч Сэнто. Созданный Шао Каном меч был спрятан в пещере, где демонический Эрмак охранял его, и забирал души тех, кто пытался завладеть оружием. Кэнси пренебрегает предупреждением путешественника о непревзойдённом в бою Эрмаке и отправляется на поиски пещеры. Как только он собрался взять найденный в пещере меч, Эрмак бросает ему вызов, который Кэнси проигнорировал прежде чем вступил в противостояние, и мгновенно ослеп. После чего повествование возвращается к событиям настоящего времени, в котором Кэнси уже обладает мечом, когда внезапно появляется Эрмак, чтобы вернуть реликвию. Двое вступают в поединок, в ходе которого Кэнси теряет контроль над мечом и вдруг осознаёт, что обладает психокинетическими способностями, равно как и его оппонент, Эрмак, связывающий слепого двумя диафановыми змеевидными щупальцами, выпускаемыми из рук. Кэнси телепатически притягивает к себе меч, разрезает демонические путы, и бросает клинок издалека прямо в грудь Эрмака. Затем он концентрирует энергию для завершающего удара, и направляет психотронную волну в противника — безжизненная форма Эрмака исчезает в пространстве, и Кэнси остаётся один на поле боя с окровавленным мечом, торчащим из дерева.
В январе 2013 года в сети был опубликован снимок рабочего процесса с редактируемой Танчароеном сценой «ослепления» Кэнси. Ларнел Стовэлл, постановщик боевых сцен, называл «умопомрачительным моментом» бой Эрмака и Кэнси во втором сезоне. В интервью Nerd Reactor 2013 года, Сауфуорф признался, что ему действительно было интересно изображать такого персонажа, учитывая прошлый опыт сыгранных им ролей самураев. Кроме того, Сауфуорфу «пришлось заполнить пробелы историей», из-за недостаточной информации о персонаже, для которого придумал ещё «клан или регион», откуда тот мог происходить, и объяснил «почему он был изгоем в то время», однако упомянутые моменты биографии Кэнси в сериале вообще не рассматривались. Сауфуорф также сообщил, что на его глазах была настоящая повязка, а на съёмочной площадке иногда он «просто размахивал руками».